# BMW R 80 GS
R 80 GS - produkowany w berlińskich zakładach od 1987 do 1994 roku dwucylindrowy (bokser) motocykl firmy BMW typu turystyczne enduro jako następca modelu BMW R 80 G/S. Jest to pierwszy motocykl enduro z jednostronnym wahaczem. Zastosowano w nim nowoskonstruowane zawieszenie typu Paralever. Wyprodukowano 11375 sztuk w cenie 10950 marek.

## Konstrukcja
Chłodzony powietrzem i olejem dwucylindrowy górnozaworowy silnik w układzie bokser z dwoma zaworami na cylinder o mocy 37kW/50KM. Dwa gaźniki Bing 64/32/349 - 64/32/350. Prędkość maksymalna wynosi 168 km/h. Masa zatankowanego motocykla to 210 kg. Z przodu pojedynczy hamulce tarczowe o średnicy 285mm, z tyłu hamulec bębnowy o średnicy 200mm. Zbiornik paliwa o pojemności 26dm³, a od 1990 24dm³. Przednie zawieszenie z widelcem teleskopowym. Zawieszenie tylne systemu Paralever z jednostronnym wahaczem. Napęd koła tylnego wałem Kardana. 